# Kardinaalwever
De kardinaalwever (Quelea cardinalis) is een Afrikaanse wevervogel.

## Verspreidingsgebied
De soort telt twee ondersoorten:
- Q. c. cardinalis: zuidelijk Soedan, zuidelijk Ethiopië, Oeganda, noordwestelijk Kenia, Rwanda en noordwestelijk Tanzania.
- Q. c. rhodesiae: zuidoostelijk Kenia, Tanzania en Zambia.